# The Golden Glove
Bao tay vàng (tiếng Đức: Der Goldene Handschuh) là một phim tâm lý tội phạm của đạo diễn Fatih Akin, phát hành năm 2019.

## Nội dung
Hamburg thập niên 1970, gã Fritz Honka hành nghề quét dọn công trường và là khách hàng thân thiết của quán rượu Bao Tay Vàng. Y trú trong căn hộ áp mái chật hẹp tại St. Pauli - quận đèn đỏ với gái mại dâm, các con nghiện rượu chè, cờ bạc. Do ngoại hình xấu xí - đôi mắt lác giấu sau cặp kính gọng sừng dày, chiếc mũi vẹo, cặp môi sứt, lưng gù và chân tay lở loét, Honka bị các cô gái xa lánh. Cô đơn, mặc cảm vì không thể sống một cuộc đời bình thường, y tiếp cận các phụ nữ lớn tuổi, nghiện rượu để giải sầu. Sau những hoạt động tình dục bạo lực, y đánh đập họ đến chết rồi giấu thi thể. Một ngày trên phố, Honka tình cờ gặp một nữ sinh trung học khiến anh ta nảy tà ý cưỡng đoạt.

## Chế tác
Bộ phim chuyển thể từ tiểu thuyết cùng tên của tác giả Heinz Strunk dựa trên một án mạng có thật từng gây chấn động dư luận Tây Âu thập niên 1970.

### Sản xuất

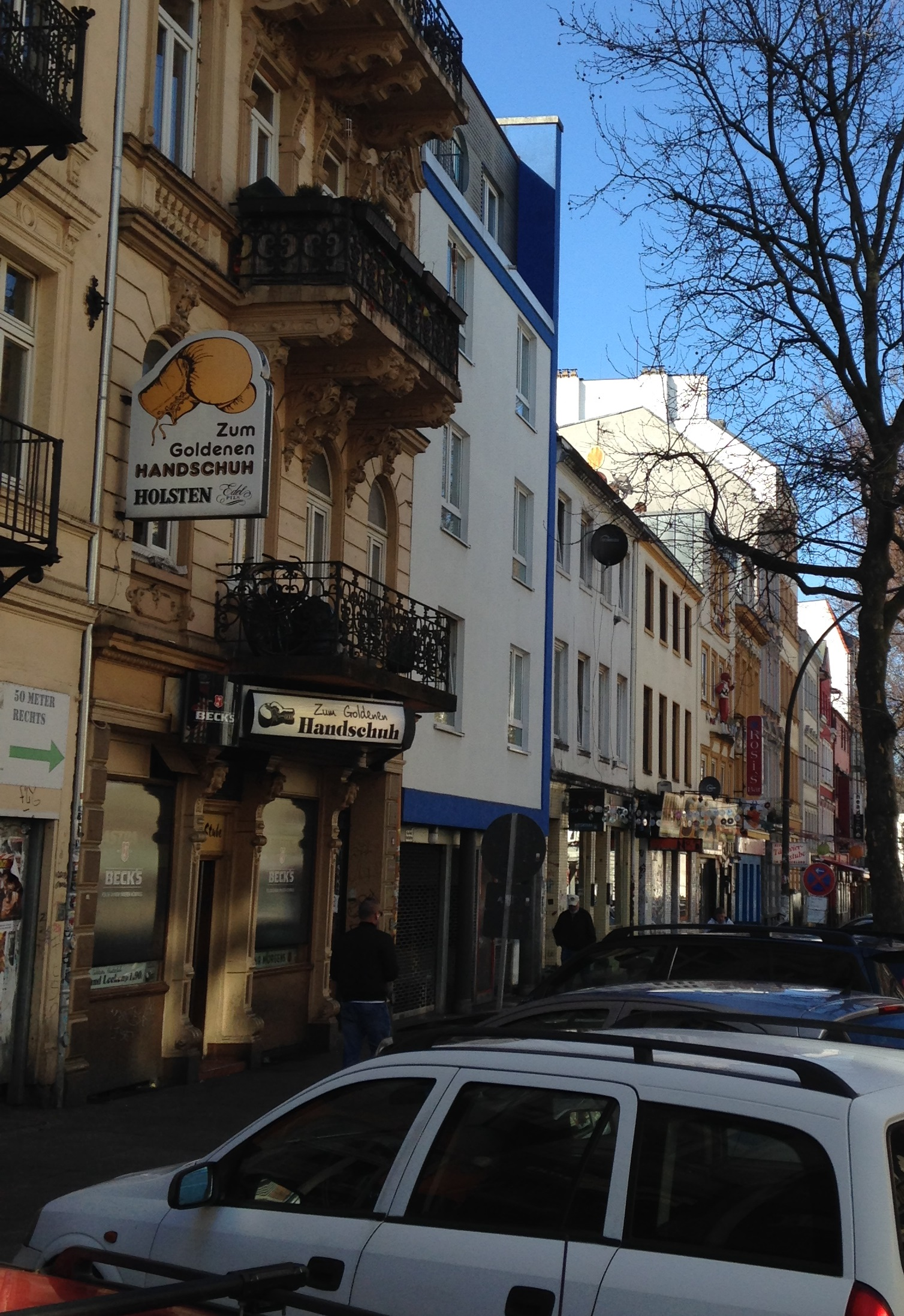
Der Eingang der Kneipe „Zum Goldenen Handschuh“ auf St. Pauli

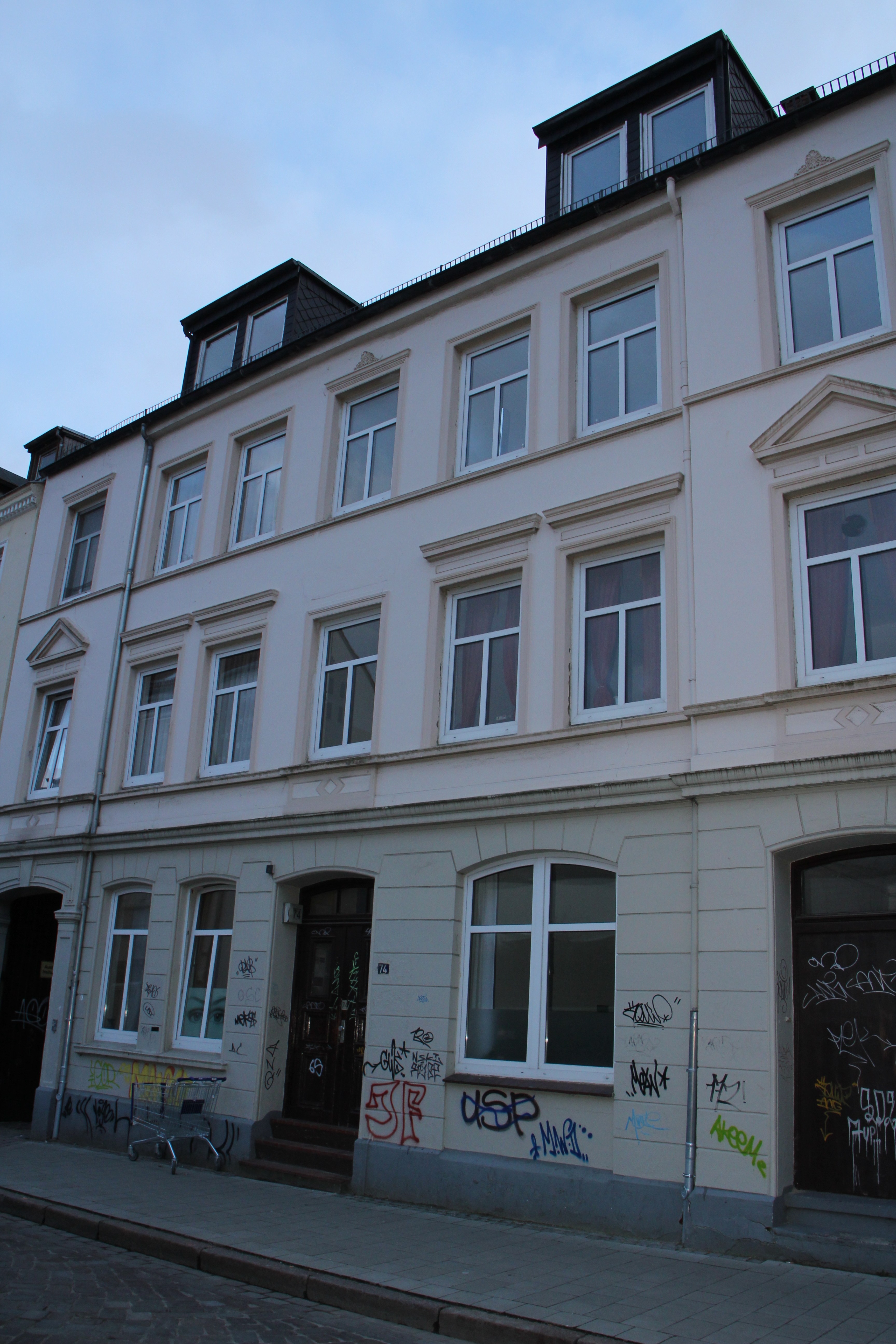
Das Wohnhaus Fritz Honkas in der Zeißstraße 74

- Thíêt kế: Tamo Kunz
- Chỉ đạo: Seth Turner
- Phục trang: Katrin Aschendorf

| “            | Tôi không muốn chế tác những cuốn phim khiến ai cũng khao khát ra rạp. Xuất phẩm "Bao tay vàng" không hề ca tụng bạo lực tình dục, mà chỉ phân tích. | ” |
| — Fatih Akin | |   |

### Diễn xuất
- Fritz „Fiete“ Honka (Jonas Dassler): Hilfsarbeiter und später Wachmann, tragische Hauptfigur
- „Siggi“ Honka (Marc Hosemann): sein einziger in Hamburg lebender Bruder, kümmert sich um Fritz
- Gerda Voss (Margarethe Tiesel): Gelegenheitsprostituierte, lebt eine Zeitlang mit Honka zusammen und verschwindet schließlich spurlos[3]
- Gertraud B. (48): Gelegenheitsprostituierte, Honkas erstes Mordopfer
- Anna B. (Barbara Krabbe): Gelegenheitsprostituierte, Honkas zweites Mordopfer
- Frieda R. (Martina Eitner-Acheampong): Gelegenheitsprostituierte, Honkas drittes Mordopfer
- Ruth S. (Jessica Kosmalla): Gelegenheitsprostituierte, Honkas viertes Mordopfer
- Herbert Nürnberg: ehemaliger Profiboxer und Wirt im „Goldenen Handschuh“
- „Anus“ alias Arno: Tresenbedienung im „Goldenen Handschuh“
- Helmut Berger alias „Leiche“, die „Schimmligen“, die „Säberalmas“, „Soldaten-Norbert“, „Doornkaat-Willy“, „Fanta-Rolf“, „Taxi-Dieter“, „Tampon-Günther“, Gisela von der Heilsarmee: Stammgäste im „Goldenen Handschuh“
- Helga Denningsen (Katja Studt): Putzfrau und Arbeitskollegin, Fritz' Objekt der Begierde
- WH1: Wilhelm Heinrich von Dohren, Patriarch einer hanseatischen Reederfamilie, WH 1 ist randvoll mit Hass, und zwar bis obenhin, mehr geht nicht.[4]
- WH2: Wilhelm Heinrich von Dohren, sein beziehungsgestörter Sohn
- WH3: Wilhelm Heinrich von Dohren (17), sein pubertierender Enkel
- Margit von Dohren: Ehefrau von WH2
- Karl von Lützow: Bruder von Margit von Dohren, Inhaber einer Anwaltskanzlei, leidet unter Satyriasis
- Petra Schulz: Mitschülerin von WH3, WH3s Objekt der Begierde